# Droga krajowa 84
Die Droga krajowa 84 (DK84) ist eine Landesstraße in Polen. Die Straße verläuft in ostsüdöstlicher Richtung von Sanok nach Ustrzyki Dolne und weiter zur Grenze der Ukraine, die beim Grenzübergang Krościenko/Smolnica erreicht wird. Die Strecke ist rund 52 Kilometer lang.

## Wichtige Ortschaften an der Strecke
Woiwodschaft Karpatenvorland (województwo podkarpackie):
- Sanok
- Zagórz
- Lesko
- Ustrzyki Dolne